# Christoph Brüske

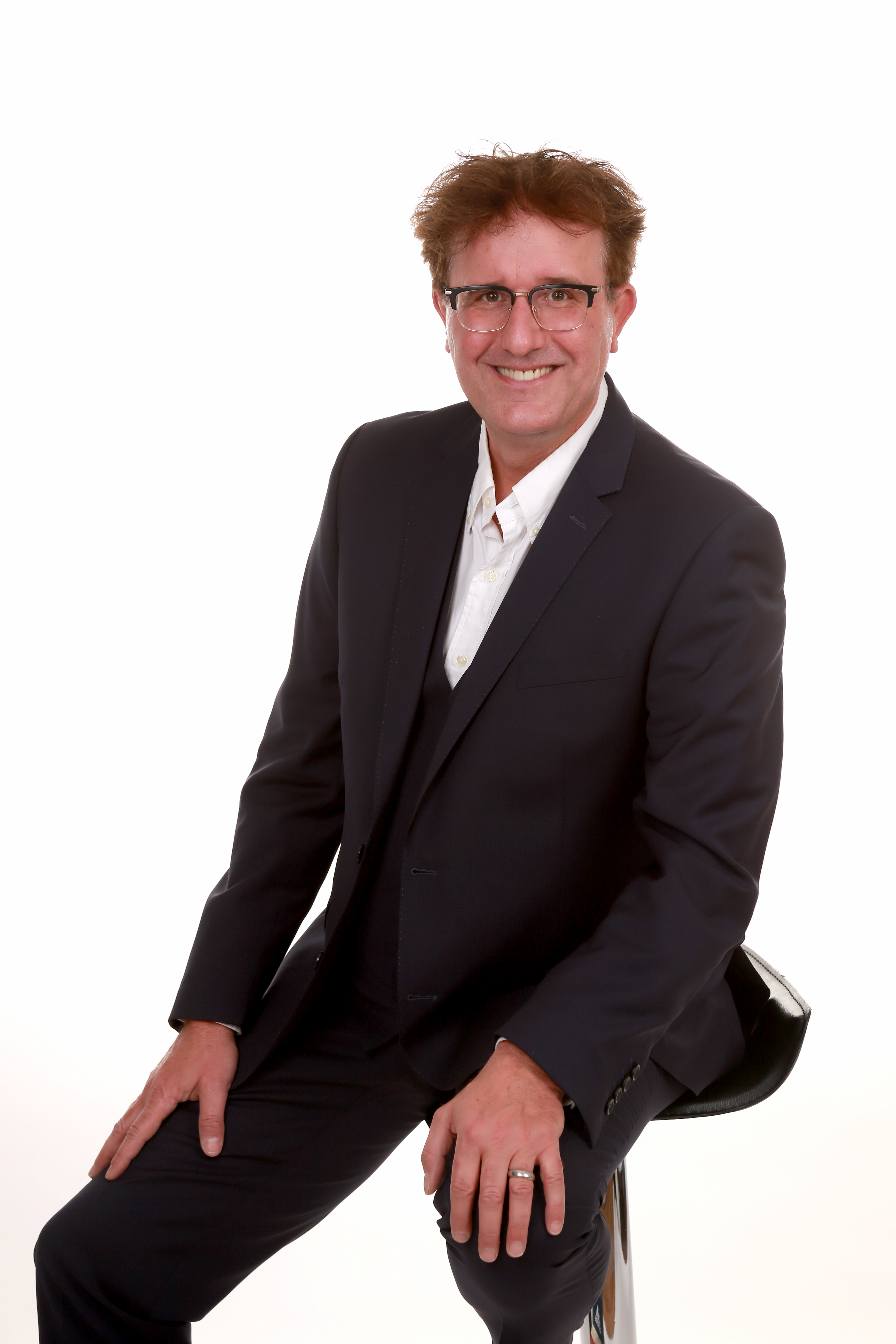
Christoph Brueske (2020)

Christoph Brüske (* 17. September 1965 in Troisdorf, Sieg) ist ein deutscher Kabarettist, Moderator und Autor.

## Leben
Brüske wuchs in Niederkassel-Rheidt auf. Sein Abitur machte er 1984 am Kopernikus-Gymnasium in Niederkassel. Einige Jahre lebte Brüske mit seiner Familie in der Kölner Innenstadt. 2001 zogen sie zurück in ihre Heimat Niederkassel, heute lebt er dort mit seiner Tochter. Er hat zwei Geschwister.

## Laufbahn
Als Jugendlicher widmete sich Brüske der Musik, vornehmlich als Trompeter und später verstärkt als Sänger in diversen Pop- und Jazzgruppen (Mind Apartment, Rostfrei). 1985 begann seine Schauspielertätigkeit in freien Theaterprojekten in Köln und Bonn u. a. beim Theater Scheinwerfer und der Studiobühne Köln.

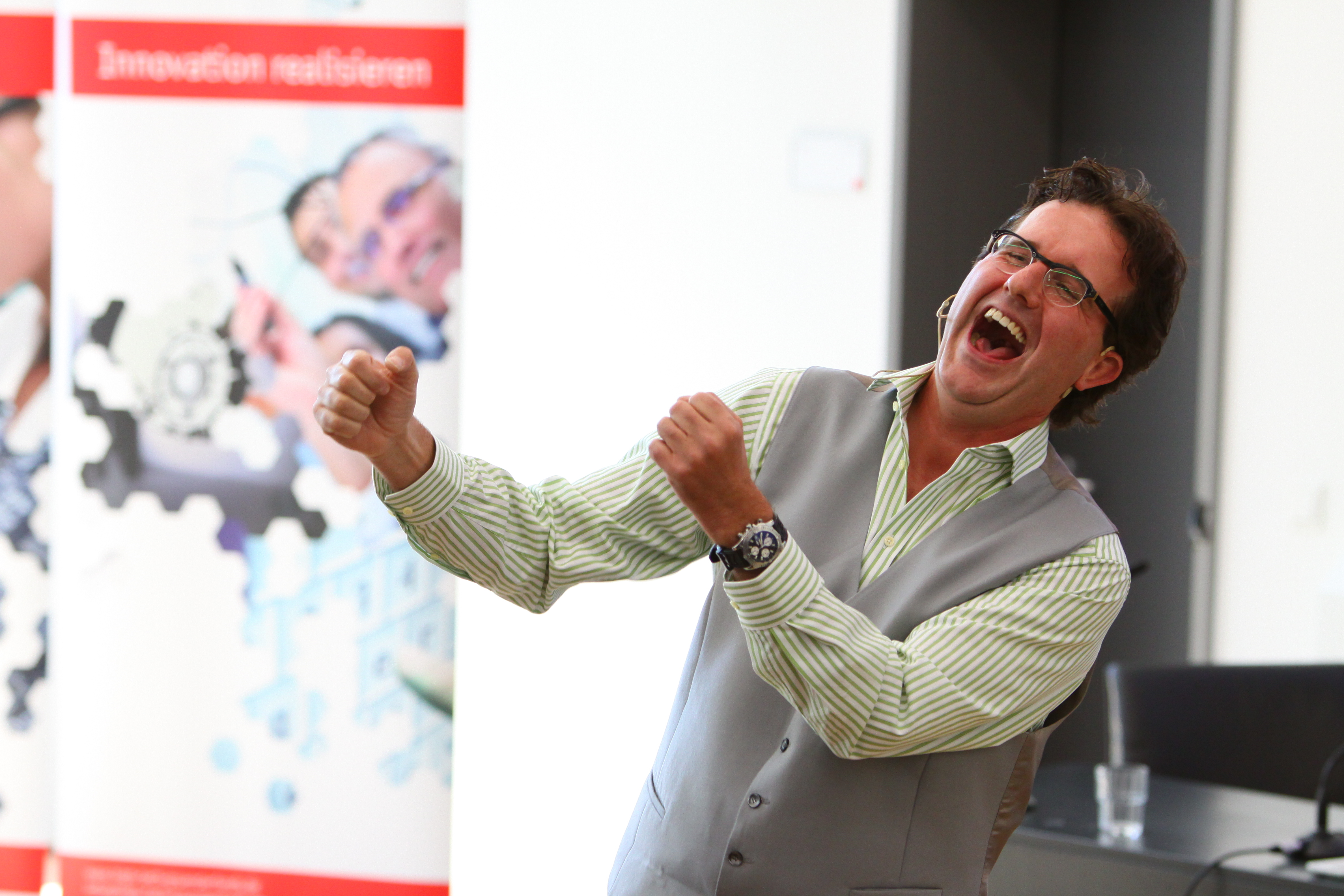
Gala mit Christoph Brüske

Parallel zu seinem Studium der Theater-/Film- und Fernsehwissenschaften in Köln (1984–1989), absolvierte er 1988 eine Sprechausbildung bei der Deutschen Welle in Köln sowie von 1987 bis 1991 ein klassisches Gesangsstudium bei Zarmas, Opernstudio Bonn. Es folgten Engagements als Opernsänger und Kunstliedinterpret. In der gleichen Lebensphase arbeitete Brüske als Moderator, Berater, Konzepter, Werbetexter und Autor für Musicals und Präsentationen.
Brüske war vier Jahre Mitglied im Ensemble des Springmaus Improvisationstheaters Bonn.
Am 30. September 1997 feierte Brüske die Premiere seines ersten Solo-Programms „Kassensturz“ in der Kölner Comedia Colonia.
Als Kabarettist thematisiert Brüske Aktuelles aus den Bereichen Finanzen, Wirtschaft, Energie, Mobilität, Globalisierung, Life Style und Zukunftsvisionen. Seine Soloprogramme sind eine Mischung aus Polit-Kabarett und musikalischen Einlagen. Außerdem moderierte er bisher rund 2500 Galas und Firmenevents.

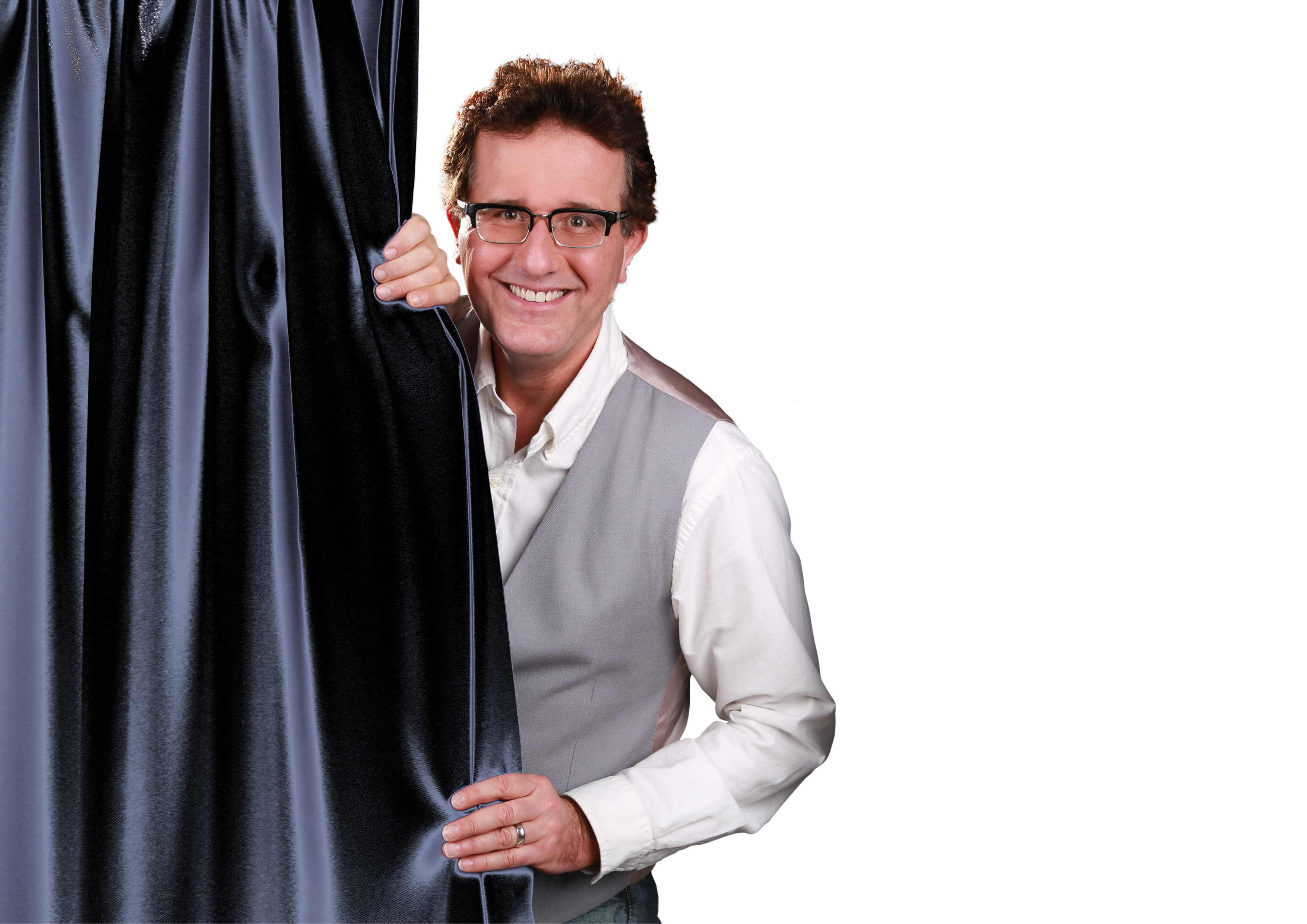
Brueske-Bühnenprogramme (2009)

Neben dem seit 2004 quartalsweise stattfindenden Brüskes Laach Ovend in Rheidt hat er 2014 den jährlich stattfindenden Niederkasseler Kabarettpreis initiiert. In dieser Show kämpfen sechs Künstler um den VR-Bank Rhein-Sieg Laachovend-Cup.

## Auftritte

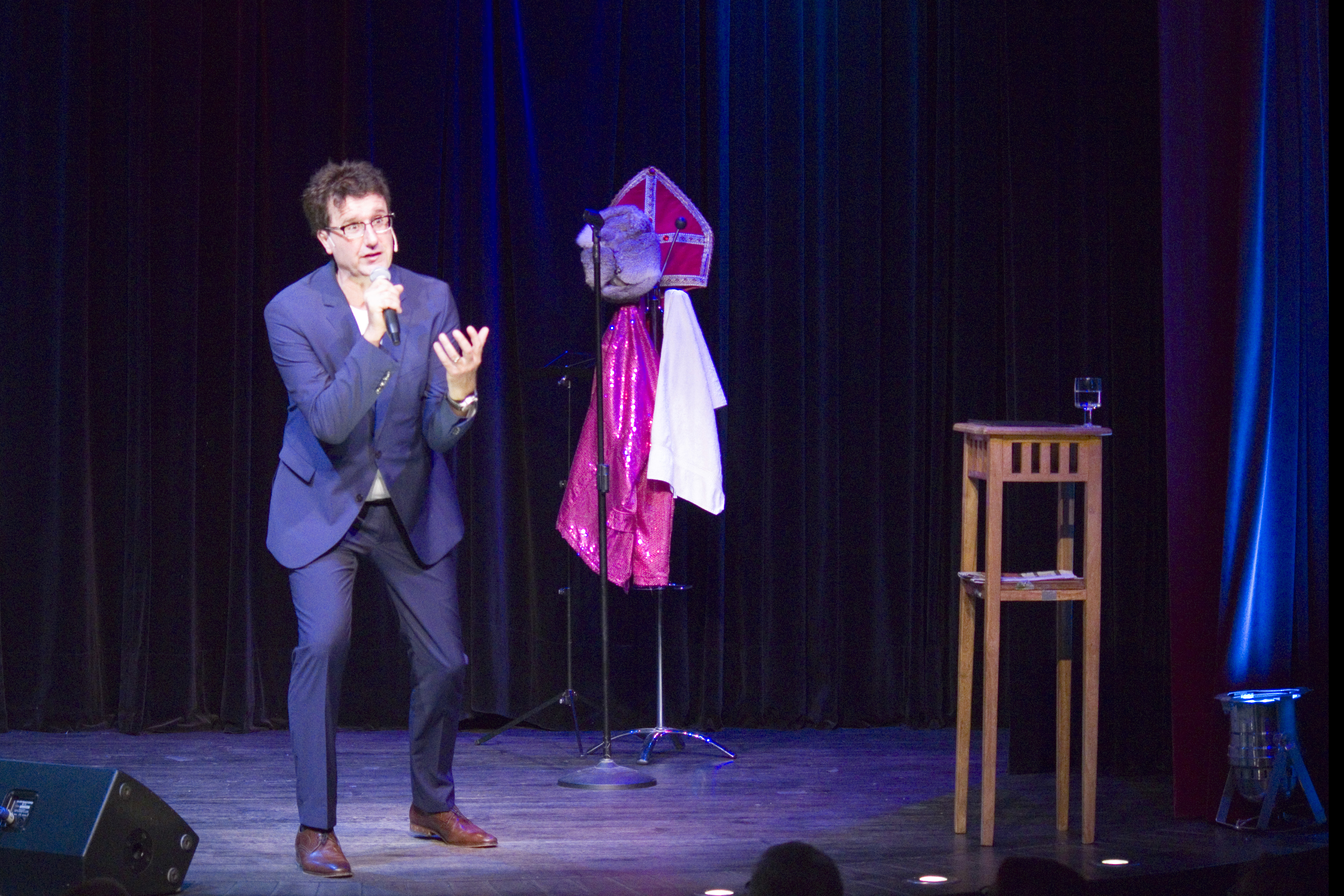
"Generation Gaga" Soloprogramm im Senftöpfchen-Theater, Köln

### Theater
Ensemble-Mitglied Springmaus Improvisationstheater, Bonn
1995/96 „In Maus und Braus“
1996/97 „Highlights“
1997/98 „Der Wahnsinn geht weiter“
1997 „Merry Christmaus“
Soloprogramme
1997 „Kassensturz“
1999 „Partytime“
2001 „Viva la Vita“
2004 „Brüskes Laach Ovend“
2004 „brüskiert !?“
2007 „1000 mal Brüskiert“ Best-Of
2007 „Was kostet die Welt“
2010 „Energie! Alles im grünen Bereich?“
2012 „So schön kann Krise sein“
2015 „Generation Gaga“
2018 „In bekloppten Zeiten“
2019 „Willkommen in der Rettungsgasse“
2023 "Westfalen haut auf die Pauke" – Karnevalsendung

### TV / Radio
Seit 1996 tritt Brüske als Kabarettist in einigen Fernseh- und Radiosendungen auf. Eine Auswahl: Zimmer frei!, Mitternachtsspitzen und Lokalzeit (WDR); Kabarett aus Franken, Ottis Schlachthof (BR), RTL Samstag Nacht, Immer wieder sonntags (ARD), Roglers rasendes Kabarett (SR), Freunde aus der Mäulesmühle (SWR), Westfalen haut auf die Pauke (WDR).

## Veröffentlichungen
- Die Nacht der langen Messer. LP, 1989, Chlodwig 210 259.
- Partytime. CD, WortArt 1999, ISBN 3-931780-67-8.
- Viva la Vita. CD, WortArt 2001, ISBN 3-7857-1239-1.
- Halli Galli in Tora Bora – die Brüskeauslese. CD, WortArt, 2004, ISBN 3-7857-1412-2.
- Christoph Brüske, der Eventertainer. Doppel DVD. Produktion Büro Brüske.
- brüskiert !? Doppel-DVD, Produktion Büro Brüske, 2006.
- Was kostet die Welt? Doppel-DVD; Produktion Büro Brüske, 2009.
- Was kostet die Welt ? – reloaded. Produktion Büro Brüske, 2009.
- Gedanken aus der Quarantäne. 10-teilige wöchentliche Colona-Kolumnenreihe; Rheinische Anzeigenblätter, 2020.
- Virulent-Satirische Kurzgeschichten. BoD Verlag, 2020, ISBN 978-3-7519-2240-1.

## Auszeichnungen
- 1992: Preisträger des Nachwuchswettbewerbes für Moderatoren und Entertainer der RTL-Show "Showmaster"
- 1996: Sieger des 1. SDR Theatersportcups mit dem Springmaus Ensemble
- 1997: Oberschwäbischer Kleinkunstpreis für die Springmaus
- 2001: 2. Preisträger Paulaner Solo+, München[6]